# Complementair goed
Complementaire goederen zijn in de economie goederen die elkaar aanvullen. Het gebruik is positief gerelateerd aan het gebruik van een bepaald product, wat betekent dat een verhoogde vraag naar het ene product zal resulteren in een verhoogde vraag naar het complementaire goed. De kruislingse elasticiteit van complementaire goederen is negatief. 

## Voorbeelden
Een modern voorbeeld van complementaire goederen zijn dvd-spelers en dvd's. Naarmate meer dvd's worden verkocht, zullen dvd-spelers ook populairder worden - en omgekeerd. Een ouderwets, vergelijkbaar voorbeeld zijn pijptabak en pijpen: Na een drastische stijging in de prijs van pijptabak zal de vraag naar tabakspijpen ook instorten. Behalve er pijptabak mee roken kan men immers niet zo veel met een pijp. Nog een ander voorbeeld zijn auto's. Naarmate er meer auto's worden verkocht zal de vraag naar brandstof ook toenemen.  